# Kings of Metal
Kings of Metal is het zesde album van de heavymetalband Manowar uitgebracht in 1988 door het platenlabel Atlantic Records.

## Inhoud
1. Wheels of Fire (4:11)
2. Kings of Metal (3:43)
3. Heart of Steel (5:10)
4. Sting of The Bumblebee (2:45)
5. The Crown and the Ring (Lament of the Kings) (4:46)
6. Kingdom Come (3:55)
7. Pleasure Slave (3:40)
8. Hail and Kill (5:54)
9. The Warriors Prayer (4:20)
10. Blood of the Kings (7:30)

## Artiesten
- Eric Adams - vocalist
- Scott Columbus - drummer en slagwerk
- Ross the Boss - gitarist en klavier
- Joey DeMaio - bassist